# Juan Ramón Fernández (futbolista)
Juan Ramón Fernández (5 de marzo de 1980, Gualeguaychú, provincia de Entre Ríos, Argentina) es un exfutbolista argentino. Jugó de Defensor y finalizó su trayectoria en Everton de la Plata del Torneo Federal B.

## Clubes
| Club                    | País      | Año       |
| ----------------------- | --------- | --------- |
| Estudiantes de La Plata | Argentina | 1997-2002 |
| Borussia Dortmund       | Alemania  | 2002-2003 |
| River Plate             | Argentina | 2004      |
| Borussia Dortmund       | Alemania  | 2005      |
| San Lorenzo             | Argentina | 2005      |
| Olimpo de Bahía Blanca  | Argentina | 2006      |
| Colón de Santa Fe       | Argentina | 2006-2008 |
| Argentinos Juniors      | Argentina | 2008      |
| Skoda Xanthi FC         | Grecia    | 2009-2010 |
| Atlético Rafaela        | Argentina | 2010-2012 |
| Banfield                | Argentina | 2012      |
| Deportes Iquique        | Chile     | 2013      |
| Everton (La Plata)      | Argentina | 2013-2014 |

## Estadísticas
- Ficha de Juan Ramón Fernández en BDFA
- Ficha de Juan Ramón Fernandez en Livefutbol